# Robert Runcie
Rt Rev Rt Hon Robert Alexander Kennedy Runcie, Barão Runcie de Cuddesdon (Liverpool, 2 de outubro de 1921 – St Albans, 11 de julho de 2000) foi o 102° Arcebispo da Cantuária, de 1980 a 1991.

## Vida
Runcie era filho de Robert Dalziel Runcie, um engenheiro elétrico. Frequentou uma escola do conselho local escocês e a Merchant Taylors' School em Crosby antes de ingressar no Brasenose College, em Oxford. Devido à Segunda Guerra Mundial, foi comissionado na Guarda Escocesa como segundo-tenente em 21 de novembro de 1942 e recebeu o número de serviço 251985. Abriu caminho pelo norte da França e pela Alemanha após o Dia D. Em março de 1945, conquistou a Cruz Militar por dois feitos consecutivos de bravura: primeiro, resgatando um de seus homens de um tanque danificado sob pesado fogo inimigo; e, no dia seguinte, levando seu próprio tanque para uma posição excepcionalmente exposta a fim de destruir três canhões antitanque. Em maio, ele estava entre as primeiras tropas britânicas a entrar em Belsen.
Ele decidiu pela ordenação após a guerra. Após uma primeira vez em Oxford, ele foi para Westcott House, nos arredores de Cambridge. Ele foi feito diácono no Advento de 1950 e ordenado padre no Advento seguinte, ambas por Noel Hudson, bispo de Newcastle, na Catedral de Newcastle. Serviu dois anos como vigário em Tyneside antes de retornar a Westcott como capelão. Foi então promovido a vice-diretor; em 1956, Owen Chadwick escolheu Runcie para sucedê-lo como reitor do Trinity Hall, e John Habgood assumiu o lugar de Runcie em Westcott.
No Trinity Hall, Runcie casou-se com Lindy Turner, filha de um professor de direito que o conheceu como sua secretária. O casal teve dois filhos. Depois, se tornou diretor de Cuddesdon, por dez anos.
Em 1970, foi consagrado Bispo de St. Albans. Rapidamente se tornou evidente que ele era o homem mais capaz e também um dos mais queridos dentro da Igreja da Inglaterra. Foi copresidente da Comissão Doutrinária Conjunta Anglicano-Ortodoxa (1973-1980). Ficou desolado ao receber a oferta da sé de Canterbury. Foi o primeiro homem a ser escolhido pela nova Comissão de Nomeações da Coroa e, nessa medida, representava a escolha da Igreja e não do Primeiro-Ministro.

## Arcebispo
Runcie foi entronizado em 25 de março de 1980. Runcie frequentemente atraiu controvérsia por suas opiniões francas e liberais, embora seu humor e inteligência o tornassem uma figura popular. Em seu governo, enfrentou diversos problemas. O período do primado de Runcie seria de profundas divergências e tensões dentro da Igreja, como batalhas entre a teologia liberal e uma teologia conservadora ressurgente. Talvez a fraqueza mais profunda de seu primado e da Igreja que ele liderou tenha sido enxergar problemas onde, de fato, havia conflitos profundos e insolúveis; mas, na década de 1980, ele foi, por um tempo, uma espécie de líder não oficial da oposição a um governo que via todos os problemas como conflitos.
Ele era mais conhecido além das fronteiras da Igreja Anglicana pelo serviço de casamento do príncipe de Gales com Lady Diana Spencer em 29 de julho de 1981, na Catedral de São Paulo, Londres.

### Relações com o catolicismo
Runcie, durante toda a sua vida adulta, acreditou que a Igreja da Inglaterra fazia parte da cristandade católica. Assim, ao encontrar o Papa João Paulo II em Acra, quando ambos estavam em viagens pela África, ele o convidou a visitar a Catedral de Canterbury, especialmente para visitar o santuário de Thomas Becket. A visita do Papa a Canterbury foi adiada pela Guerra das Malvinas. Em 11 de março de 1982, o arcebispo tentou realizar um culto em Liverpool, mas foi interrompido por pessoas incomodadas com a possível visita do Papa à Grã-Bretanha. Elas gritaram que Runcie era um traidor, um mentiroso e um traidor da Igreja da Inglaterra.
A visita papal ocorreu no final de maio de 1982; João Paulo II visitou a Catedral de Canterbury em 29 de maio, tornando-se o primeiro pontífice a fazê-lo e participando de um encontro histórico com o Príncipe de Gales, antes de comparecer a uma cerimônia com o Arcebispo Runcie. Durante o serviço, os dois líderes da igreja, mais o ministro metodista Rev. Dr. Kenneth Greet, renovaram seus votos batismais juntos. Depois, o líder dos católicos e o primaz dos anglicanos ajoelharam-se em oração silenciosa no local onde Thomas Becket foi assassinado em 1170 e emitiram uma declaração comum, agradecendo a Deus pelo "progresso que foi feito no trabalho de reconciliação" entre a Igreja Católica e a Igreja da Inglaterra.
Em sua última visita a Roma, antes da aposentadoria, deixou os protestantes indignados mais uma vez, pois havia dito que toda a Igreja precisava de uma primazia que só pudesse ser exercida por um Bispo de Roma, embora o Papado da visão de Runcie fosse anglicano, conciliar e colegiado demais para o Papa aceitar.

### Política
Enfrentou sua primeira crise política após um sermão durante o culto de ação de graças em St. Paul's, ao pedir oração pelos parentes dos mortos na Guerra das Malvinas, o qual ofendeu gravemente o espírito triunfalista e fervoroso que então dominava o Partido Conservador. A ofensa ostensiva era que o Arcebispo se lembrava dos mortos argentinos, assim como dos nossos. Outra crise aconteceu quando o relatório de uma comissão que ele havia criado para estudar os centros urbanos e o papel da Igreja neles foi travestido como "teologia marxista" por um ministro.
Dessa forma, seu mandato reformista viu um colapso nas relações com o partido e ele teve vários outros desentendimentos com a Sra. Thatcher. Suas críticas às políticas governamentais sobre desemprego e centros urbanos provocaram a ira da primeiro-ministra, que o acusou de não fornecer liderança moral.
Em 1980, contratou Terry Waite como seu Secretário para Assuntos da Comunhão Anglicana. No ano seguinte, quando Waite conseguiu libertar três missionários reféns no Irã, tanto o caso em si quanto o arcebispo cativaram a imaginação do público. Runcie anunciou a libertaçao em um momento dramático em pleno sínodo geral de fevereiro de 1981.

### Disputas internas da Igreja
Internamente, foi combatido tanto por conservadores quanto por liberais. O surgimento do Sínodo Geral como um órgão cujos debates podiam, ocasionalmente, atrair a atenção de toda a nação, ofereceu oportunidades a vários políticos, tanto clérigos quanto leigos, que sentiam que também mereciam essa atenção. Quando Runcie foi acusado de não ter princípios e de corromper sistematicamente a Igreja ao nomear apenas comparsas para a bancada dos bispos, ele conseguiu emergir com sua reputação fortalecida. Ele o fez sem dizer absolutamente nada em público. As acusações específicas de trabalho forçado foram refutadas por uma pesquisa meticulosa.
Quanto à questão da ordenação de mulheres na Comunhão Anglicana, ele caminhou lentamente em direção a uma aceitação incondicional de mulheres como sacerdotisas e bispas; o arcebispo não tentou adiar a discussão, mas a opinião no Sínodo Geral não o acompanhou. Em 1989, quando uma legislação com real chance de sucesso foi finalmente apresentada ao Sínodo Geral, ele votou contra porque era, disse ele, "legislação para o cisma". Mas o cisma, descobriu-se, era o que a oposição queria e, na maioria, conseguiu.

## Aposentadoria e morte
Sua aposentadoria do cargo aconteceu oficialmente em 31 de janeiro de 1991, o último dia da reunião do Sínodo Geral da Igreja da Inglaterra.
Em 1º de fevereiro, ele foi criado um par vitalício - nomeado em 7 de fevereiro como Barão Runcie, de Cuddesdon, no Condado de Oxfordshire - permitindo-lhe retornar imediatamente à Câmara dos Lordes, onde anteriormente havia atuado como Lorde Espiritual.
Na aposentadoria, o ex-arcebispo foi mais indiscreto. Quando sua personalidade e opiniões transpareciam uma força e franqueza nada arcebispais em um livro lançado em 1996, Runcie foi fartamente criticado. Em 11 de março de 1997, Lord Runcie foi presidente fundador da The Runcie Family Name Association.
O Dr. Runcie morreu em 2000, aos 78 anos, após uma longa batalha contra o câncer, e está enterrado nos terrenos da Catedral de St Albans.